# Округ Маскигон (Мичиген)
Округ Маскигон (енгл. Muskegon County) је округ у америчкој савезној држави Мичиген.

## Демографија
По попису из 2010. године број становника је 172.188, што је 1.988 (1,2%) становника више него 2000. године.
| Група             | 2000.           | 2010.           |
| Белци             | 135.379 (79,5%) | 133.132 (77,3%) |
| Афроамериканци    | 24.166 (14,2%)  | 24.882 (14,5%)  |
| Азијати           | 718 (0,4%)      | 941 (0,5%)      |
| Хиспаноамериканци | 6.001 (3,5%)    | 8.261 (4,8%)    |
| Укупно            | 170.200         | 172.188         |